# ملیتا (منیتوبا)
ملیتا (به انگلیسی: Melita) یک منطقهٔ مسکونی در کانادا است که در منیوبا واقع شده‌است. ملیتا ۱٬۰۴۲ نفر جمعیت دارد.